# Gamasellevans reticulatus
Gamasellevans reticulatus är en spindeldjursart som beskrevs av Loots e Ryke 1967. Gamasellevans reticulatus ingår i släktet Gamasellevans och familjen Ologamasidae. Inga underarter finns listade i Catalogue of Life.